# La Unión (Filipinas)
La Unión es una provincia en la región de Ilocos en Filipinas. Su capital es San Fernando.

## Demografía
El ilocano es el idioma principal de la provincia. También se habla pangasinense. El catolicismo es la religión de la gran mayoría de los habitantes.

### Municipios
La provincia políticamente se divide en 19 municipios y una ciudad, San Fernando. Cuenta con 576 barangays. 
Consta de unos dos distritos para las elecciones al Congreso.
| Ciudad/Municipio | Nº de Barangays | Población (2010) | Área (km²) | Código    |
| ---------------- | --------------- | ---------------- | ---------- | --------- |
| Agoo             | 49              | 60.596           | 52.84      | 013301000 |
| Aringay          | 24              | 44.949           | 84.54      | 013302000 |
| Bacnotan         | 47              | 40.307           | 76.60      | 013303000 |
| Bagulin          | 10              | 12.590           | 107.33     | 013304000 |
| Balaoan          | 36              | 37.910           | 68.70      | 013305000 |
| Bangar           | 33              | 34.522           | 37.36      | 013306000 |
| Bauang           | 39              | 70.735           | 73.15      | 013307000 |
| Burgos           | 12              | 7.850            | 70.80      | 013308000 |
| Caba             | 17              | 21.244           | 46.31      | 013309000 |
| Luna             | 42              | 35.380           | 42.90      | 013310000 |
| Naguilian        | 37              | 48.407           | 104.60     | 013311000 |
| Pugo             | 14              | 16.518           | 62.84      | 013312000 |
| Rosario          | 33              | 52.679           | 73.98      | 013313000 |
| San Fernando     | 59              | 114.963          | 102.72     | 013314000 |
| San Gabriel      | 15              | 16.628           | 129.87     | 013315000 |
| San Juan         | 41              | 35.098           | 57.12      | 013316000 |
| Santo Tomás      | 24              | 35.999           | 64.00      | 013317000 |
| Santol           | 11              | 12.007           | 93.70      | 013318000 |
| Sudipen          | 17              | 16.531           | 97.59      | 013319000 |
| Tubao            | 18              | 26.993           | 50.75      | 013320000 |

## Historia
La provincia se formó en 1850 cuando el gobierno colonial español fusionó las localidades sureñas de Ilocos Sur, las localidades norteñas de Pangasinán y las localidades occidentales de Benguet. Por eso, se nombraron La Unión.